# Greeves Motorcycles
Die Greeves Motorcycles Ltd ist ein britischer Motorradhersteller, der hauptsächlich Motorräder für den Trialsport und den Off-Road-Markt herstellt. Der heutige Eigentümer Richard Deal kaufte im Mai 1999 die Rechte an Greeves. Die erste Firma dieses Namens hatte seit 1952 Motorräder gebaut. Zusätzlichen Umsatz machte sie aufgrund eines Vertrages mit dem Ministry of Pensions für ihr Invacar, ein dreirädriges Versehrtenfahrzeug. Greeves gewann viele Trialveranstaltungen und etablierte ihre Produkte erfolgreich auf dem US-Markt, aber nach einem Brand der Produktionshallen mussten sie die Fertigung 1977 aufgeben. Die neue Gesellschaft fuhr mit der Konstruktion von Motorrädern fort und brachte im Januar 2009 die ersten neuen Greeves-Trial-Motorräder seit 20 Jahren heraus. Diese hatten einen komplett neuen Zweitaktmotor aus britischer Fertigung mit 280 cm³ Hubraum.

## Geschichte

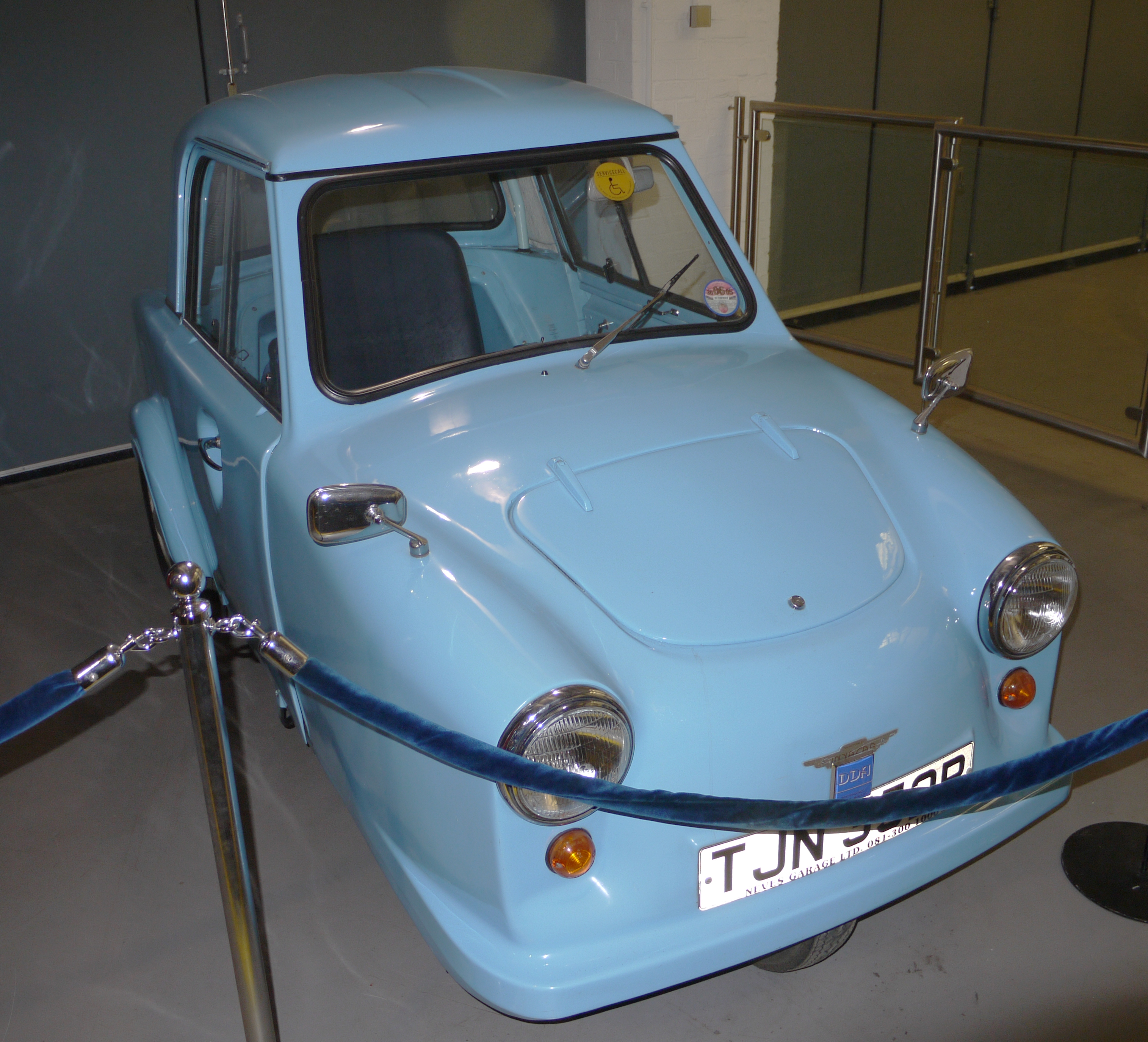
Invacar Modell 70

Die erste Gesellschaft, die von Bert Greeves (MBE) gegründet wurde, war die Invacar Ltd. Greeves mähte gerade den Rasen vor seinem Haus in Worcestershire, als er die Idee hatte, den Motor seines Rasenmähers in den Rollstuhl seines behinderten Vetters einzubauen. So erfand er das Invacar. Die Invacar Ltd wurde 1952 in Thundersley bei Southend-on-Sea in Essex gegründet und gewann die Ausschreibung des Ministry of Pensions für ein motorbetriebenes, dreirädriges Fahrzeug für Behinderte.
Ermutigt durch diesen Erfolg wagte sich Bert Greeves auch in den Motorradmarkt. Er war in seiner Freizeit ein engagierter Trialfahrer und begann, Oldtimer-Motorräder zu sammeln, darunter auch eine Triumph von 1912 mit der Zulassungsnummer OLD 1. Sein behinderter Vetter Derry Preston-Cobb unterstützte ihn in seinem Vorhaben. Derrys Invacar, in das ein leistungsfähigerer Motor eingebaut worden war, wurde für Werbezwecke eingesetzt und überholte damit gerne andere, überraschte Fahrer auf den Straßen von Southend-on-Sea. In Zusammenarbeit entwickelten sie einen Prototyp mit einem 197-cm³-Einzylinder-Zweitaktmotor von Villiers – mit Greeves-Emblem auf dem Tank. Die Motorräder waren tatsächlich ein Zusatzgeschäft für den Hersteller dreirädriger Invalidenfahrzeuge und so musste die Entwicklung von Prototypen in den täglichen Arbeitsablauf eingefügt werden, wenn sich Lücken ergaben. Bert Greeves war in seiner Jugend ein Motorradenthusiast und wollte immer Motorradhersteller werden. Das erste Greeves-Motorrad entstand Mitte 1951 und hatte hinten und vorne Gummifederung. Dieses ungewöhnliche Federungssystem war direkt von den patentierten Systemen für die Invalidenfahrzeuge abgeleitet. Das Hinterrad war in einer drehbar gelagerten Gabel aufgehängt und durch Stangen mit einem Gummitorsionselement unter der Sitzbank verbunden. Es gab auch Reibungsstoßdämpfer, die von Hand eingestellt werden konnten. Auch die Vorderradgabel war mit ihrer in Gummi gelagerten Kurzschwinge ungewöhnlich. Sie wurde später „Banana Leading Link Front Fork“ genannt. Die Motorradfertigung begann im Herbst 1953 und die neuen Modelle hatten einen besonderen Rahmen, bei dem der Steuerkopf und ein massiver vorderer Unterzug zu einer einzigen, großen Aluminiumgussteil in Doppel-T-Form vergossen war. Dieses Teil wurde in der neuen Leichtmetallgießerei gefertigt, die an Greeves’ Fabrik angebaut worden war. Der rohrförmige Rahmenzug wurde in die Gussform eingelegt und der restliche Rahmen darum gegossen. So wurde der Rahmen besonders stabil. Der Rahmen wurde aus LM6-Silikon-Aluminium-Leichtmetall gegossen. Das galt als stabiler als Aluminiumrohr und bewährte sich in der rauen Praxis internationaler Trial-Wettbewerbe. Daran wurden Motorschutzplatten befestigt, die ebenfalls aus Leichtmetallguss bestanden.
Derry Preston-Cobb wurde Verkaufsleiter der Motorradabteilung und am Anfang gab es drei Modelle, einen Scrambler, ein Straßenmotorrad mit Dreiganggetriebe und eine weitere Version mit Vierganggetriebe. Bei der Motorradausstellung 1954 in Earls Court brachten sie die Fleetwing mit 242-cm³-Zweizylinder-Zweitaktmotor von British Anzani heraus. Der Motor war eigentlich für Motorboote entwickelt worden und hatte eine Kurbelwelle mit hohlem Mittelteil, die als Drehschieber fungierte. Die Fleetwing schaffte nur 97 km/h Höchstgeschwindigkeit und wurde nur bis 1956 gebaut, solange British-Anzani-Motoren noch auf Lager waren. 1957 gab es wieder eine Fleetwing, diesmal aber mit 249-cm³-Villiers-Motor. Das neue Motorrad war leistungsfähiger als sein Vorgänger und schaffte eine Höchstgeschwindigkeit von immerhin 112 km/h. Die Getriebe kamen von Albion aus Birmingham, wurden ab 1964 aber durch eigene Konstruktionen ersetzt. Die leichte, leistungsfähige Maschine konnte sich auf dem Trial-Markt gegen die Mitwettbewerber von Triumph und BSA durchsetzen.
Bis 1962 gab es elf Modelle in der Greeves-Palette. Die Offroad-Motorräder wurden auch in Kooperation mit der Queen’s University Belfast entwickelt, wo man das spätere Modell Greeves QUB baute. Das letzte Challenger-Modell wurde 1968 gebaut und 1969 die Motocrosser Griffon mit 250 oder 380 cm³ Hubraum ersetzt. Auch die alte Kurzschwingenaufhängung des Vorderrades gab es nicht mehr. Sie wurde durch eine konventionelle Teleskopgabel abgelöst, weil diese einen größeren Federweg als die Kurzschwinge hatte. Ebenfalls abgeschafft wurde der frühere vordere Unterzug aus Leichtmetallguss. Er wich einem neuen Rahmen aus Reynolds-531-Chrom-Molybdän-Stahl mit gewöhnlichem Rohrunterzug.
Greeves baute auch einen erfolgreichen Export auf und bald wurde der Großteil der gefertigten Motorräder in die USA geliefert. Greeves wurde in den USA so erfolgreich, dass sie mit ihrem straßenzugelassenen Offroader, der Ranger, einen entscheidenden Einfluss am Wachsen des Offroad-Motorradsports hatten.

## Wettbewerbserfolge
Offroad-Wettbewerbe waren das Haupteinsatzgebiet der Greeves-Motorräder. 1956 verpflichtete Greeves den Motorcrossfahrer Brian Stonebridge und nahm mit einem Werksteam an der Motocross-Weltmeisterschaft teil. Stonebridge wurde Rennleiter und Entwicklungsingenieur der Gesellschaft, da er ein erfahrener Zweitakttuner war und die Leistung von Villiers-Motoren deutlich erhöhen konnte. Im April 1957 schaffte es Brian Stonebridge, die 500-cm³-Motorräder mit den viel kleineren Greeves-Maschinen auf dem anspruchsvollen und bergigen Hawkstone-Park-Kurs zu schlagen: Er gewann die 350-cm³-Klasse und wurde Zweiter der 500-cm³-Klasse. So etablierte er den Ruf der Greeves als echtes Offroad-Wettbewerbsmotorrad. Das nächste Greeves-Modell hieß Hawkstone, damit man von diesem Rennerfolg finanziell profitieren konnte. Man begann, sich auf Motocross-Motorräder zu spezialisieren, die von Champions, wie Peter Hammond, Jack Simpson oder Norman Sloper, gefahren wurden.
1958 führte Stonebridge ein dreiköpfiges Greeves-Team zur Internationalen Sechstagefahrt in Westdeutschland an, legte eine fehlerlose Fahrt hin und gewann eine weitere Goldmedaille.
Im Oktober 1959 starb Stonebridge bei einem Autounfall. Bert Greeves war am Steuer des Wagens und Stonebridge saß auf dem Beifahrersitz. Sie waren auf der Rückfahrt von einer Fabrikbesichtigung in Bradford. Bei dem Frontalaufprall wurde Bert Greeves nur leicht verletzt, aber in der Zeit vor der Einführung der Sicherheitsgurte war der Unfall für Stonebridge tödlich; er verstarb noch an der Unfallstelle.
Nach dem Tode Stonebridges verpflichtete Greeves Dave Bickers, der 1960 und 1961 die 250-cm³-Meisterschaft gewann. Die Gewinnserie umfasste den Manx Grand Prix und den Scott Trial, die Europäische Trialmeisterschaft und die Schottische Sechstagefahrt, wobei Bickers Goldmedaillen in den ISDT- und ACU-Rennen der 250-cm³-Klasse gewann. Bert Greeves verpflichtete auch Bill Wilkinson, den Motorrad-Trial-Fahrer aus Yorkshire, der 1960 Schlagzeilen durch den Sieg beim British Experts Trial machte. Das erste Mal wurde dieser Wettbewerb damals mit einem Zweitaktmotorrad gewonnen. Dies war ein wichtiger Erfolg für Greeves.

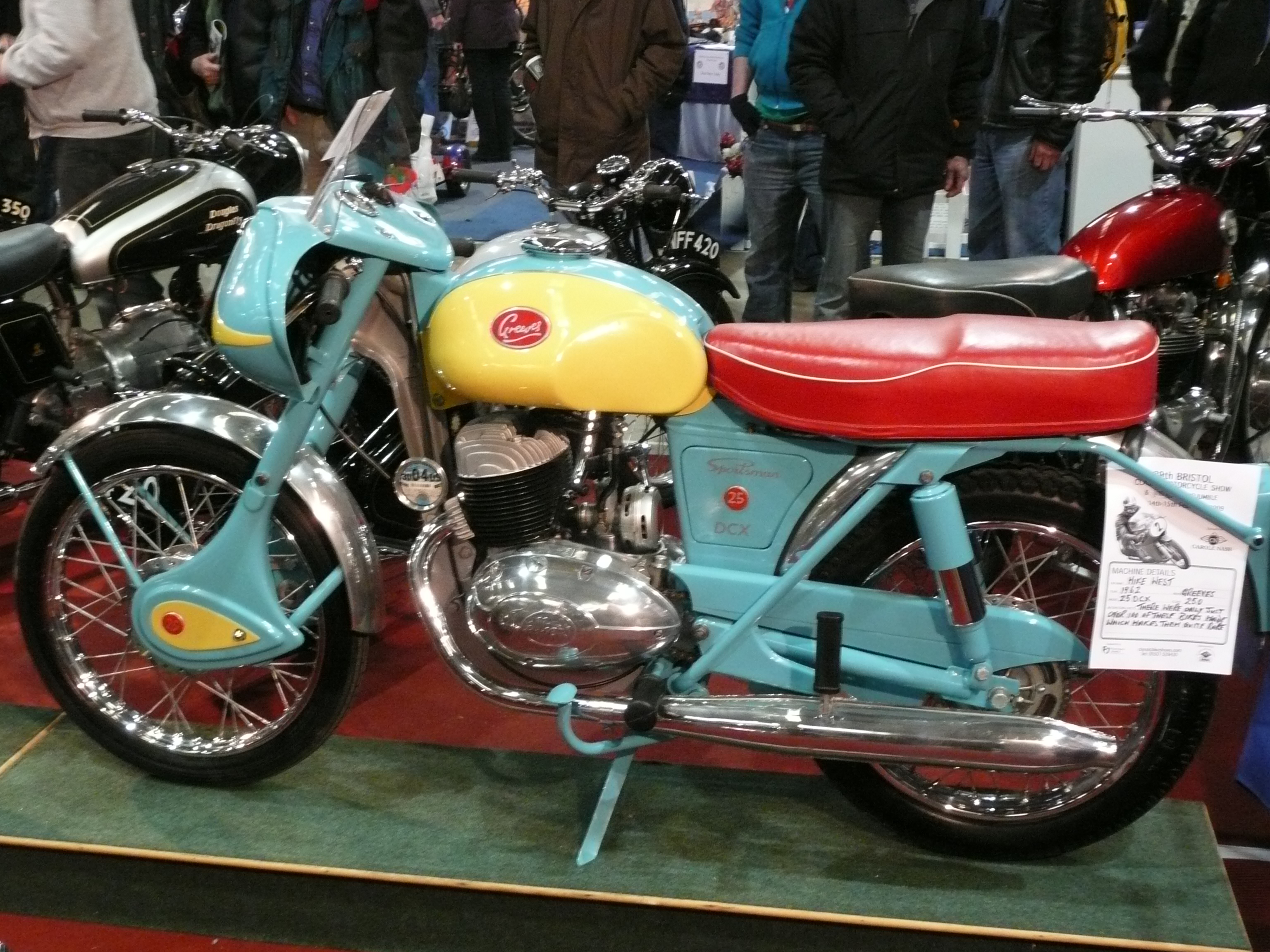
Greeves 250DCX Sportsman (1962)

Im Jahre 1963 umfasste die Modellpalette von Greeves immer noch die 250 DC Sports Twin, und zwei neue Modelle mit den modernsten GFK-Tanks, GFK-Lenkergriffschalen und Kunststoffschutzblechen. Es handelte sich dabei um die 250 DD Essex und die 250 DCX Sportsman. Im selben Jahr sollte Greeves die Motorräder für das britische ISDT-Team stellen. Dies war bemerkenswert, denn das Team hatte vorher Motorräder mit Viertakt-Twins gefahren. Greeves baute für diesen Einsatz in den Bergen der Tschechoslowakei drei besondere Motorräder. Bei den Motoren handelte es sich um stark veränderte Villiers MK 36A. Anstatt der üblichen Villiers-Kurbelwellen hatten sie solche von Alpha. Die quadratischen Zylinder und die Zylinderköpfe stammten aus Greeves’ Leichtmetallgießerei und waren mit Hitzeschutzfarbe matt schwarz lackiert. Einer der Fahrer, Triss Sharp, hatte Startprobleme, sein Bruder Brian Sharp und der dritte Fahrer Peter Stirland aber gewannen Goldmedaillen. Die einzige Frau im Wettbewerb fuhr ebenfalls eine Greeves-Maschine und gewann eine Bronzemedaille.
Mit der Silverstone 250 cm³ beteiligte sich Greeves auch erfolgreich an Straßenrennen. Obwohl die Maschinen nicht so schnell wie einige ihrer Mitwettberber waren, erwiesen sie sich als zuverlässig und wurden von der Mortimer-Road-Racing-School als Standardmaschinen beschafft. Gordon Keith gewann 1964 mit der Greeves-Rennmaschine den Manx Grand Prix und fuhr mit 140,34 km/h Durchschnittsgeschwindigkeit die schnellste Runde. Dies war die höchste jemals von einem britischen 250-cm³-Motorrad erreichte Durchschnittsgeschwindigkeit auf der Isle of Man (auch wenn Peter Inchley auf der Villiers Starmaker Special 149,26 km/h erreichte. Es handelte sich dabei um einen Cotton-Rahmen, einen hochentwickelten Starmaker-Motor und Radaufhängungen von Bultaco, also kein rein britisches Produkt.) Der Sieg gab der Greeves-Fabrik einen deutlichen Schub und war in einer Zeit, als der Sport langsam von ausländischen Maschinen dominiert wurde, wichtig für das Vereinigte Königreich. Er führte zu regem Interesse an den Straßenmaschinen von Greeves, auch bei einigen britischen Polizeiverwaltungen, das größere Zweizylindermodell mit Funkausstattung betreffend.
1964 brachte Greeves auch die Challenger heraus, die beim ersten Rennen mit Garth Wheldon als Fahrer den Terry Cups Trial gewann. Die Einzylinder-Zweitakt-Maschine mit teilweise aus Leichtmetall bestehendem Zentralrohrrahmen und Vollschwingenfahrwerk wies einige konstruktive Besonderheiten wie eine von außen zugängliche Schaltmechanik am Getriebeblock auf, der zudem auswechselbar war, ohne den Motor zerlegen zu müssen. 1967 gab es eine 346-cm³-Version der Challenger und eine 350-cm³-Straßenrennmaschine namens Oulten. Es wurde auch ein besonderes Exportmodell namens Ranger entwickelt, aber 1968 zog sich Villiers aus dem Motorenbau zurück, und so entschloss sich Greeves, den Trial-Markt aufzugeben und sich auf den Motocross-Markt zu konzentrieren.

## Ende einer Ära
Als die Japaner auf dem Markt erschienen – Suzuki dominierte die Europäischen Meisterschaften von 1970 bis 1973 – sanken auch die Verkaufszahlen von Greeves. Die Firma gewann zwar eine wichtige Ausschreibung zur Ausstattung des Motorcycle Display Teams der Royal Artillery mit Motorrädern und entwickelte die Griffon, aber durch eine Gesetzesänderung verlor das Invacar, immer noch das Hauptprodukt der Firma (Sogar in den besten Zeiten des Motorradbaus meldete sich Bert Greeves am Telefon mit “Invacar Limited”.), seine Straßenzulassung und das Ministry of Pensions entschloss sich zur Beschaffung von vierrädrigem Ersatz. Bert Greeves erkannte, dass es nun an der Zeit war, sich aus dem Geschäft zurückzuziehen, und sein Vetter Derry Preston-Cobb folgte ihm bald. Die Gesellschaft quälte sich noch durch das Jahr 1976, war nach einem Brand der Fabrik nicht mehr imstande, die Produktion wieder aufzunehmen und ging in Konkurs.

## Ein neuer Anfang
Die alten Greeves-Motorräder waren zwar ideal für die neue „Klassik“-Klasse der Trial-Wettbewerbe, aber Ersatzteile wurden selten und teuer. So begann der Trialfahrer Richard Deal mit der Nachfertigung von Ersatzteilen und brachte später sogar eine Motorrad-Replik namens Greeves Anglian heraus. Im Mai 1999 wurde eine neue Greeves-Gesellschaft in Chelmsford gegründet, nachdem man die Namensrechte für das Vereinigte Königreich, die USA und Europa erworben hatte. Man begann mit der Fertigung, hauptsächlich von Trial-Motorrädern. Die neue Gesellschaft baute ab 2000 Greeves-Motorräder, baute alte Greeves-Motorräder wieder auf und verschickte Ersatzteile per Post. Nach einer Tradition, die Bert Greeves begründet hatte, wurden die Zylinder, Zylinderköpfe, Kurbelgehäuse und Aluminiumträger alle in einer spezialisierten Leichtmetallgießerei gefertigt.

### Die neue 280er
Bis 2009 hatte die Firma 22 Greeves Anglian und vier Greeves Pathfinder gebaut und etliche Motorräder restauriert. 2007 entschloss sich Richard Deal, eine vollkommen neue Greeves-Trialmaschine zu entwickeln – die erste nach über 20 Jahren. Zusammen mit der Rapid Product Development Group der DeMontfort University in Leicester und ihren Master-Studenten arbeiteten Greeves-Ingenieure an der Entwicklung eines neuen, leichten Zweitaktmotors mit 280 cm³ Hubraum. Um schon gefertigte Komponenten im neuen Motor zu verarbeiten, scannte man sie mit einem Gerät der Universität. Rapid-Prototyping-Modelle des neuen Motors wurden dann im 3D-Drucker der Universität ausgedruckt, um ihre Passform vor der Erstellung in Metallguss zu prüfen.
Die Gießerei GPD Developments Ltd in Nuneaton in Warwickshire baute die Formen mit einer neuen Methode, bei der die Sandformen direkt aus den CAD-Daten gedruckt werden. In den Prototyp-Sandformen wurden die Prototyp-Teile gegossen. Nach umfangreichen Tests und weiterer Entwicklung stellte Greeves das neue Motorrad 2009 auf der Classic Off-Road Show Telford vor.